# 大いなる決闘
『大いなる決闘』（The Last Hard Men）は、1976年のアメリカ合衆国の映画。ブライアン・ガーフィールドの原作をもとに、アメリカ建国200周年の年に製作された西部劇である。

## あらすじ
1909年のアリゾナ州。鉄道の敷設労働に駆り出されていた刑務所の囚人たちが、監視役を射殺して逃走した。逃走犯のリーダーはインディアンの混血児で凶悪な殺人犯として収監されていたプロボだった。彼は7人の囚人を手下に加えて列車に乗り込み、自分を逮捕したバーゲードに復讐するためにトゥーソンに向かう。そのバーゲードは1年前に保安官を引退し、一人娘のスーザンと二人で暮らしていた。しかし、新聞でプロボが脱走した記事を読み、後任の保安官メイの元に出向き、彼に代わりプロボ逮捕の指揮を執る。バーゲードは、プロボが自分を狙うと確信し、金貨の輸送情報を流して罠を仕掛ける。父親の身を案じるスーザンに対し、バーゲードはプロボ逮捕の際に起きた銃撃戦で、プロボの恋人が死んだことを話し、「プロボは自分が撃った銃弾で恋人が死んだと思っている」と語り、彼が自分を憎む理由を伝える。
バーゲードはメイと共に輸送車に乗り込みプロボたちを待ち構えるが、プロボはバーゲードの作戦を看破し、彼の自宅に乗り込みスーザンを誘拐する。プロボの置手紙で事態を知ったバーゲードは、引き留めようとするメイたちを振り切って追撃を決意し、彼の熱意に押されたメイたちも同行する。さらに、スーザンの恋人のハルも同行を願い出るが、バーゲードは彼が気弱な農業従事者であることを理由に拒否しようとするが、恋人を救いたい一心のハルの気持ちを察して動向を許可する。一方、プロボの手下たちは彼の復讐に付き合う気はなく離脱しようとするが、「盗み集めた大金を分け前にやる」という言葉に惹かれ、プロボの復讐に手を貸すことになる。プロボたちはインディアン居留地に向かい、インディアンの協力を得てバーゲードを待ち構える。その途中、手下のギャントとリーはスーザンを犯そうとするが、シェルビーに邪魔されて失敗する。
バーゲードたちはインディアン居留地に到着するが、プロボに買収されたインディアンたちの協力を得られず、居留地での捜査権を持たないメイたちはトゥーソンに引き返してしまう。残ったバーゲードとハルは二人で追跡を続け、偵察に来たウィードを捕らえてプロボたいの居場所を聞き出す。しかし、プロボはバーゲードを誘い出すため、ギャントとリーにスーザンをレイプさせる。激怒したバーゲードは飛び出そうとするが、ハルに制止されて振り切ろうとした際に殴り倒されてしまう。二人はプロボたちを誘き出すために彼らが籠る山に放火し、バーゲードに撃たれて身動きできなくなったリーは炎に囲まれ焼死し、一人逃げ出そうとしたギャントもバーゲードに撲殺される。
バーゲードはプロボの相棒メネンデスを射殺し、ハルはシェルビーを射殺してプロボを追い詰めるが、助け出したスーザンに気を取られたバーゲードはプロボに全身を撃たれ重傷を負ってしまう。プロボを止めを刺そうと近付くが、バーゲードに至近距離からライフルを撃たれて谷底に転落する。プロボを倒して満身創痍となったバーゲードの元にスーザンとハルが駆け寄り、傷を手当てする。

## キャスト
| 役名                   | 俳優                       | 日本語吹替                            |
| 役名                   | 俳優                       | フジテレビ版                          |
| ---------------------- | -------------------------- | ------------------------------------- |
| サム・バーゲード保安官 | チャールトン・ヘストン     | 納谷悟朗                              |
| ザック・プロボ         | ジェームズ・コバーン       | 小林清志                              |
| スーザン・バーゲード   | バーバラ・ハーシー         | 田島令子                              |
| ハル・ブリックマン     | クリストファー・ミッチャム | 大林隆介                              |
| ノエル・メイ保安官     | マイケル・パークス         | 富山敬                                |
| メネンデス             | ホルヘ・リヴェロ           | 柴田秀勝                              |
| ギャント               | ジョン・クエイド           | 渡部猛                                |
| リー・ロイ             | ロバート・ドナー           | 加藤精三                              |
| シェルビー             | ラリー・ウィルコックス     | 曽我部和恭                            |
| ウィード               | タルマス・ラスラーラ       | 飯塚昭三                              |
| シラーズ               | モーガン・ポール           | 木原正二郎                            |
| 不明 その他            |                            | 石井敏郎 仲木隆司 幸田直子 上田敏也   |
| 演出                   | 演出                       | 田島荘三                              |
| 翻訳                   |                            |                                       |
| 効果                   |                            |                                       |
| 調整                   | 調整                       | 杉原日出弥                            |
| 制作                   | 制作                       | トランスグローバル                    |
| 解説                   |                            |                                       |
| 初回放送               | 初回放送                   | 1981年12月12日 『ゴールデン洋画劇場』 |

## スタッフ
- 監督：アンドリュー・V・マクラグレン
- 製作：ラッセル・サッチャー、ウォルター・セルツァー
- 原作：ブライアン・ガーフィールド
- 脚本：ブライアン・ガーフィールド、ガードン・トゥルーブラッド
- 撮影：デューク・キャラハン
- 音楽：ジェリー・ゴールドスミス[1]